# マーセナリーズ
『マーセナリーズ』（Mercenaries: Playground of Destruction）は、エレクトロニック・アーツより発売されたサードパーソン・シューティングゲーム（第三者視点）である。高い自由度と選択幅の広い戦略性を備え、ヒット作となった。
2008年11月に続編の『マーセナリーズ2 ワールド イン フレームス』がPS2版、PS3版、PC版、Xbox 360版でリリースされた。

## ストーリー
21世紀初頭、北朝鮮の最高指導者チョイ・キム総統が韓国に対し、朝鮮半島の平和的な再統一を目的とした和平を提案した。これに韓国側の太陽政策と相まって、朝鮮人民軍の解体を条件に韓国側は北朝鮮に対する経済援助要求に合意し、半島統一の気運が高まっていった。
しかし、キム総統の息子で朝鮮人民軍の将軍であるチョイ・ソンはこの事態を憂慮していた。彼は父親の政策が国を間違った方向に導くものだと確信し、両国平和式典に乱入。式典に出席していた韓国首脳部と父親であるキム総統を射殺した。キム総統が死亡したことによりソンは独裁政権を樹立し、鎖国体制に入った。
数年後、オーストラリア海軍が座礁した北朝鮮の貨物船を救助した際、貨物室で核兵器を発見。それらを海外へ密売していたことが明らかになり、北朝鮮の核開発能力が飛躍的な発展を遂げ、地球上のあらゆる地点を攻撃可能な大陸間弾道ミサイルが3週間のうちに発射態勢に入るという情報を入手した国家連盟はすぐさま北の地に多国籍軍を派遣し、北朝鮮全土および核発射施設を制圧した。
しかし、秘密文書により未だ数十基の秘匿されたミサイルが残されていることが分かり、国連軍はソン将軍をトップに反乱軍の主要幹部52名を高価値目標・DECK OF 52に指定し、彼らの捕縛と核の捜索を開始するも成果を出すことができず、状況は泥沼化した。核攻撃のリミットが迫る中、状況を打破すべく国連は極秘にEXOPSに対してマーセナリー（傭兵）の投入を要求。そして、EXOPSは要求に応じ傭兵を投入した。

## 概要
北朝鮮を核超大国にし、韓国を占領した上で朝鮮半島の軍事的統一を目論む「ソン将軍」率いる反乱軍と戦闘を繰り広げるオープンワールドアクションゲーム。クーデターにより無政府状態になった現在の北朝鮮をプレイヤーは3人の傭兵の内、一人を選択し、核兵器の使用を阻止するために行動する。
ゲーム内に存在する建造物や橋、車両などといったあらゆるオブジェクトはすべて破壊が可能。また、登場する兵器は一部を除きほとんどが実在のものである。戦車や装甲車、攻撃ヘリコプターなどを駆使して、ゲームを進めていく。
また、作中では他のゲームに多く見られる全ての登場人物が外国人を含み同じ言語を話すというものはなく、国連軍兵士やプレイヤーなら英語を話し、韓国軍兵士や反乱軍兵士、現地人なら朝鮮語を話し、中国軍兵士なら中国語を話し、ロシアン・マフィアならロシア語を話すなど、リアルに描写されている。日本語版では全プレイヤーの共通言語である英語が堪能な人物や、任務遂行上、会話が必要な場合のみ字幕は表示されるが、日本国外版ではそれぞれのプレイヤーが得意とする言語にのみ字幕が表示されるという設定がなされている。
なお、本作のオープニングでは実際の映像がニュースデモとして使用されている。

### 舞台
北朝鮮の南西部から北西部沿岸が舞台。南部地域と北部地域の2つの地域があり、最初は南部地域にいるが、物語の進行で北部地域にも行けるようになる。また、ゲーム中の地形は実際の朝鮮半島西部の地形を縮小・簡略化したものとなっている。国連軍指揮所のモニターには北朝鮮全土と日本海が映っている。

### ゲームシステム
カモフラージュ
敵対あるいは友軍車両に乗り、その勢力に偽装することでカモフラージュ状態となる。敵地に潜入する際にその車両に乗り込むことで攻撃されることなく行動することができるが、降車する、敵対行動をとる、あるいは将校に目撃されると即座に正体が発覚し敵が戦闘態勢となる。また、逆に特定の勢力と敵対する勢力の車両でカモフラージュしていると、友好度に関わらず正体が発覚するまで攻撃されてしまう。
友好度
反乱軍以外の各勢力には友好度なる概念があり、各々のミッションをクリアしたり、敵対勢力との戦闘中に加勢したりといった友好的行動で高まっていくが、逆に殺傷したり、基地や車両を破壊したりすれば下がる。極端に下がると敵とみなされ、発見されただけで攻撃されるだけでなく、その勢力のミッションを受注することができなくなる。各組織の司令部入り口にいる兵士に賄賂を渡せば友好度をある程度回復できるが、物語の進行上、何れかが下がらなければいけない場合もある。友好的、中立、非友好的、敵対の4段階で表示される。
将校・幹部
各勢力の基地等を統率する将校。ロシアン・マフィアでは幹部がこれに相当する。カモフラージュをしていても少しでも目撃されるとすぐに正体がバレてしまう。しかし、敵対勢力の車両でカモフラージュし攻撃を受けていれば将校が接近した際、攻撃を中止してくれる。通常の兵士とは多少服装が違う、また、体力は一般兵士と比べておよそ2倍だが戦闘能力はほぼ同等である。
民間人
マップの各所（特に都市部）にいる市民や非戦闘員。基本的にプレイヤーを攻撃することはないが、殺害または拘束すると、マーセナリーズの規定により$10,000が没収される上に元々犯罪組織であるロシアン・マフィアを除く味方勢力からの印象が悪くなる。
ジャーナリスト
民間人同様、マップの各所に登場するGSRN（Global Satellite Reporting Network, 国際衛星報道ネットワーク）職員。テレビカメラを担ぎ、プレイヤーが近付くとカメラを向け続ける。また、プレイヤーが近くで車両に乗り込むと同乗しようとする。民間人と同様に彼らも拘束すれば国連軍からの好感度が下がる。流れ弾などで死亡してもペナルティはないが、一人分車両の戦闘能力が低下する。
DECK OF 52のエースを捕縛後に流れるニュースデモはGSRNのものである。
放射能汚染地域
北マップのみにある地域。核兵器開発の際に流出した有害な放射性物質が蔓延しており、戦車のように密閉された車両以外でその区域にいると、数秒おきにダメージを受け、ガイガーカウンターのノイズと共にゲーム画面の輝度が異常になっていく。
立ち入り禁止区域
各勢力が占拠している本部とは別の重要基地等。侵入すると友好度に関係なく攻撃される。山間部にあることが多い。青く表示されるエリアと赤く表示されるエリアが存在し、青いエリアはその場所に駐屯している勢力に攻撃され、赤いエリアは侵入と同時に容赦無い航空攻撃を受ける。
電波妨害
反乱軍のコントロールビークルや電波妨害装置による電波妨害。範囲内に入ると、画面右上にある小型マップに自分の位置を示すアイコンと妨害装置の場所が表示されるのみになり、マップが消滅（PDAのマップへの影響はない）し、インターネットショップによる支援要請は全て無効となる。車両か装置を破壊することで無力化できる。
MASH（Mobil Army Surgical Hospital）
国連軍が南北マップに2ヶ所設営している野戦病院。プレイヤーが死亡した際に自動的に運び込まれてゲームが再開する。また、セーブ後に再開するときもここからスタートする。

### 用語
PDA
マーセナリーが所持している小型情報端末。マップの参照やメール受信、ショップなどの機能が付いている。
DECK OF 52
反乱軍の重要指名手配人物52人をジョーカーを除くトランプのカード52枚に見立てたもの。なお、「DECK OF 52」とは国連軍がつけた名称で、クラブ、ダイヤ、ハート、スペードのそれぞれで部門が異なる。各人物を捕縛（あるいは殺害）することで国連軍より報奨金が支払われる。ただし、各々で金額は変わるが、捕縛すれば全額、殺害してしまえば半額になってしまう。各勢力のミッションをクリアしていくごとに、これらの居場所は判明していく。エース捕縛の際は通常マップとは異なる別の島などに送り込まれ、捕縛ミッションが展開される。モデルはイラク戦争におけるイラクのお尋ね者トランプカード。
設計図
ソン将軍の核兵器開発に関わる重要文書。水色で長方形のケースに入っており、南北マップに100個ちりばめられている。入手すればその場で報奨金と韓国軍との友好度が上昇する。
国宝
北朝鮮各地で反乱軍に略奪された文化的価値を持つ国宝。設計図同様、マップ内に100個あり、手に入れれば報奨金と中国軍との友好度が上昇する。
聴音哨
韓国軍がマップ全域に55個設置した会話盗聴器。聴音哨はプレイヤーに影響はないが、破壊すれば中国軍との友好度が上がる。また、破壊することで韓国軍との友好度も下がらない。
モニュメント
ソン将軍が独裁政権樹立を記念して建造した銅像やプロパガンダモニュメント。全マップに20あり、破壊すれば韓国軍との友好度と報奨金が得られる。ただし、これに該当しない単なるモニュメントもある。

## 登場する組織

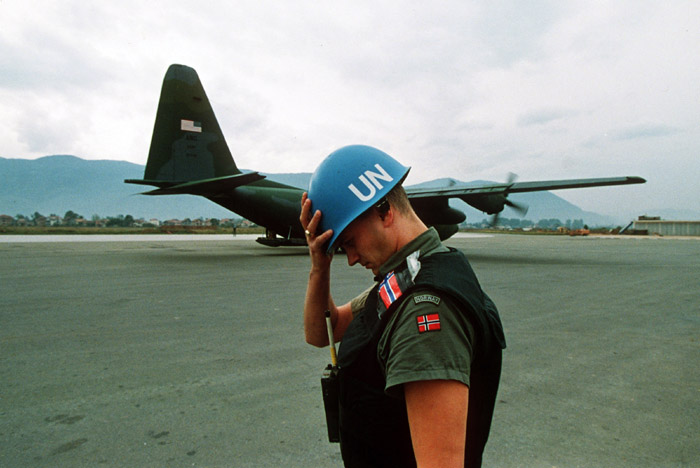
国連軍のブルーヘルメット

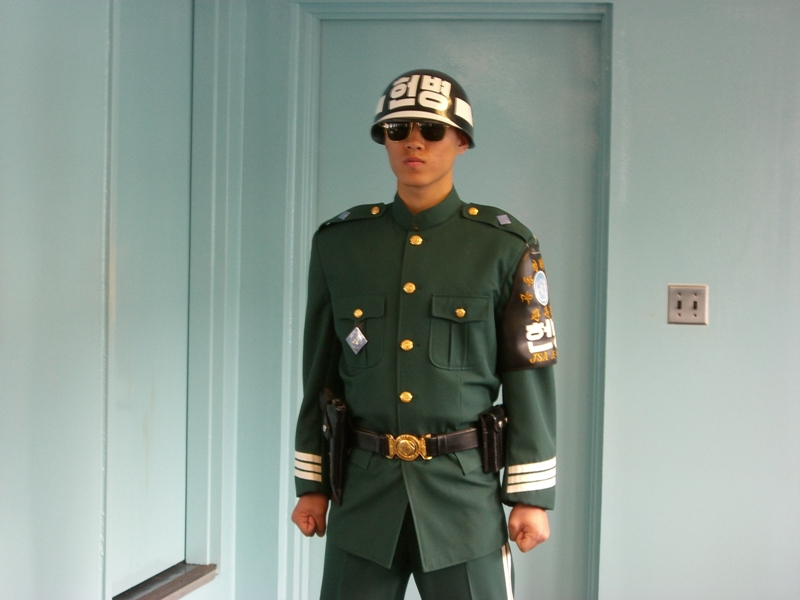
本作の韓国兵のモデルとなっている、板門店を守る憲兵

EXOPS（エクスオプス）
正式名称は「Executive Operations」。2001年設立の民間軍事会社。高度に訓練された傭兵を政府などの依頼を受けて紛争地域に送り込む。過去にイラク戦争やスーダン内戦に介入したことがあるが、その存在は秘匿されており公になっていない。「反乱軍殲滅作戦」と称し、ソン将軍捕縛による報奨金とクライアントへのPRのため、マーセナリーを北朝鮮へ派遣する。
モデルは、エグゼクティブ・アウトカムズ。
国連軍（国家連盟,Allied Nations）

北朝鮮におけるPKOおよび核兵器の捜索作戦を実施しているアメリカを中心とする多国籍軍。既に大規模戦闘は終結しており、国内に展開している部隊の数はかなり小規模であるものの装備は高性能なものが多く、要請に応じて爆撃などの航空支援も行う。ウッドランドの迷彩と思しき戦闘服にブルーヘルメットを装備しており、基本武装はM4カービン。サミュエル・ギャレット大佐が指揮している。南部地域では非武装地帯に、北部地域ではクソンに指揮所がある。
実在する国際連合（UN）とは異なり、国家連盟（AN）という架空の国際組織の指揮下にある多国籍軍である。国際連合旗によく似た青地に白文字で「AN」と入ったロゴを使用している。
韓国軍（韓国連盟,South Korea Union）

カイソンとチョンジュに基地を置く韓国籍の軍事組織。韓国軍と表示されるが正規軍ではなく、韓国連盟（SKU）なる北朝鮮を西側諸国の影響下に置くという米国の政治的意向で構成された義勇軍のような組織であり、指揮権はCIAのミッチェル・バフォードが握っている。装備は国連軍とほぼ同じである。反乱軍と戦闘していることが多いが、中国軍とも対立しており、ゲーム後半では緊張状態がエスカレートし、大規模戦闘へと発展する。作中に登場する韓国軍兵士には、一般兵と将校のほか、女性兵士で構成された「第703コマンド」というコマンド部隊がある。
一般兵は非武装地帯（板門店）を守る兵士がモデルとなっており、将校以外はサングラスをかけている。また、ヘルメットにはハングルで「헌병（憲兵）」と書かれている。
中国軍
シュウ・ホウ大佐が統率する北朝鮮駐留軍。プレイヤー側の友軍の中でも最大規模の軍隊で、基本装備はAK-47で、市街戦仕様の07式戦闘服を着用しており、車両や野営テントなどはすべてグレー調の迷彩である。表向きは多国籍軍の参加国として国連軍任務部隊支援を標榜しているが、実際には北朝鮮を併合するために軍事侵攻を行っている。目的の相反する韓国軍とは犬猿の仲であり、物語中盤以降では両軍遭遇すると戦闘を始めるようになるなど、熾烈な攻防を繰り広げる。司令部はヘジュとタントンにある。
ロシアン・マフィア
北朝鮮の裏社会を牛耳るロシア系犯罪組織。北朝鮮の兵器市場（ブラックマーケット）の独占を目的としている。装備はSMGだが、反乱軍の装備をしていることもしばしば。「災いの商人」と呼称されるインターネットショップでは、各地で略奪した車両や物資などの販売もしており、プレイヤーもここで買い物ができる。セルゲイ・ボロノフが率いており、幹部以外は覆面を被っている。東ピョンヤンとヨンビョンに本部がある。
北朝鮮軍（反乱軍）
キム総統の政策による解体に抵抗し、ソン将軍の蜂起に同調した反乱軍。旧朝鮮人民軍の人員、装備をほぼそのまま継承している。多国籍軍による侵攻を受けた際には防衛体制が整っておらず、全土の占領を許してしまうが、依然として強大な軍事力を有する。周辺諸国にとって、その軍事力は脅威だが実戦経験はない。基本装備はAK-47などソ連製の兵器が多い。また、フェイスペイントを施した体力の高いエリート部隊や化学防護装備の特殊兵も存在する。
ソン将軍をトップに核開発や資金調達などを行う複数の部門が存在し、これに携わる重要人物らは国連軍によってトランプのカードになぞらえた「DECK OF 52」として捕縛ないし殺害の対象に指定されている。
「反乱軍」の表記は日本版独自のものであり、北米版をはじめとする日本国外のバージョンでは単に「North Korean」あるいは「KPA(朝鮮人民軍)」と表記されている。
DECK OF 52
国連軍により重要目標に指定されているソン将軍を含む反乱軍の高級幹部52名。4つの部門にそれぞれリーダーである「エース」を頂点として13人、各地に身を隠しながらソン将軍の野望を成就させるために行動している。
クラブ
正式名称は「第39師団」。エースであるドゥン・ファンボが統率しており、主に反乱軍の車両調達と大量破壊兵器の資金の収集を担っている。元大臣など、かつて北朝鮮政府で官僚として務めていた者が多く所属しており、貿易や運輸管理、資金運用といった活動のほかに人身売買や麻薬製造などの非合法活動を行っており、組織の実態は軍隊よりもマフィアに近い。キム総統時代から存在する組織であり、当時から政府より支援を受けて国内外で不法行為を行っていたが、キム総統により一度解散となっている。
北朝鮮に実在する朝鮮労働党39号室がモデルであり、外貨獲得のために鉱石や水産物の輸出といった一般的な貿易活動のほか、麻薬密売などの違法行為を行っていたとされる。
ダイヤ
反乱軍から選抜された精鋭部隊。構成員は旧朝鮮人民軍の幹部であった将校が多く、兵器運用やあらゆる軍事行動を担う戦闘部門である。ソン将軍のクーデター後、国内から外国勢力を一掃したほか、独裁政権に反抗する者を排除する活動を行っていた。エースはチン・チャン。
高度な訓練を受けているため、他の部隊より耐久力が高いため捕縛が困難。
ハート
ソン将軍が企てる核兵器開発計画に携わる科学者および技術者集団。軍人でない研究者であるためソンに対する忠誠心はさほど高くなく、報酬や個人的な探求心で研究を行っている者が多い。また、全世界を射程に収めるICBMを開発し、北朝鮮の核戦力を劇的に強化させることに貢献した優秀な核開発技術者と科学者で構成される「五人衆」なるエリートチームが存在する。エースはチョル・カン。
全員が防護服を着用しており、原子炉や化学プラントなどの施設で勤務している。ほかの幹部らとは異なり、戦闘訓練を受けていないため戦闘能力は高くないが、反乱軍のエリート部隊により厳重に警護されている。
スペード
ソン将軍の護衛部隊。核兵器の運用やソンの身辺警護を担当しており、彼の側近や特殊作戦に長けた人物らによって占められている。エース、ジャック、クイーン、キング以外は全員女性将校であり、いずれも特殊部隊出身者など卓越した能力を持つ。エースはチョイ・ソン。
ゲーム終盤の北部地域で出現する将校らであり、個人の戦闘能力が高いだけでなく、エリート部隊や強力な装備に守られているため捕縛はおろか接近することすら困難である。

## 登場人物
カッコ内は声優名。
クリストファー・ジャコブズ（Phil LaMarr）
- 国籍：アメリカ
- 使用言語：英語/ハングル
- エクスオプス歴：5年

韓国人とアメリカ人の両親を持つ黒人。父親は陸軍大佐で、幼い頃から軍人に憧れていた。高校を中退し、その後デルタフォースの戦闘適応部隊に入隊。管理能力と統率能力を上層部から評価され、わずか数ヶ月で昇格。しかし、数年後、人質救出任務で自己の判断により二名の部下を失ったことで判断能力低下を指摘され、除隊後にEXOPSへ転職した。自分以外は信用できないという性格の持ち主。プレイヤーとして使用可能。バランス型で、銃弾などの攻撃で怯むことが少ない。
ジェニファー・ムイ（Jennifer Hale）
- 国籍：イギリス
- 使用言語：英語/中国語
- エクスオプス歴：7年

中国大使館員の父と外交官の母をもつ。厳格な家庭で育ち、幼い頃から英才教育を受けていた。香港で12年過ごした後、両親が離婚したため母親の母国イギリスへと移住し、成長するとSASに入隊。規律厳守の部隊の中で彼女は日々息苦しさを感じるようになり、それを見かねた上官がEXOPSの入社を勧め、転職した。しかし、EXOPSへの忠誠心は希薄である。感情表現が乏しく、マニュアルじみた発言が多い。プレイヤーとして使用可。ステルス型で、他のキャラクターだと見つかりやすい場所でも潜入することができる反面、体力が低い。パッケージと作中の顔が異なっている。
マティス・ニルソン（Peter Stormare）
- 国籍：スウェーデン
- 使用言語：英語/ロシア語
- エクスオプス歴：1年

学生時代に逮捕歴があり、平凡な毎日から抜け出すために17歳でイギリス海軍に入隊。規律違反を繰り返したことで除隊されるも、技術を買われてEXOPSにスカウトされる。EXOPS内でも違反行為を繰り返したが、彼の戦闘能力と爆破技術は一流であったため、行動は黙認された。意味不明な言動と頭のモヒカンが特徴。M67破片手榴弾をこよなく愛する。プレイヤーとして使用可。スタミナ型で、体力が非常に高い反面見つかりやすい。声優はスウェーデン人俳優のピーター・ストーメアが演じている。
フィオナ・テイラー（Amy Lee）
- 国籍：オーストラリア
- 使用言語：英語
- エクスオプス歴：1年

EXOPSの戦略情報担当オペレーターで、マーセナリー達をサポートする。かつてはオーストラリア海軍大尉で、対潜水艦電子戦を専門としていた。また、ジェニファー・ムイとはイラク戦争で知り合っていて、ジェニファー曰く「助けてもらった」という。
サミュエル・ギャレット（Carl Weathers）
国連軍指揮官の黒人。階級は大佐。DECK OF 52の捕縛を何よりも望んでいるが、必要な部隊を派遣するにも書類による手続きが必要な組織構造を煩わしく思い、機動力のあるマーセナリーに任務を依頼する。マーセナリーの存在は秘匿されているため、重要目標の確保または排除した際には国連軍部隊による戦果として発表している。冷静を保っているつもりだが、指揮所内に彼の罵声が飛び交うことも日常茶飯事である。
国連軍指揮所内には彼の私物が多数置いてあり、ローラー台や水槽のエンゼルフィッシュは、彼の妻から贈られたものである。
ミッチェル・バフォード（Bruce McGill）
韓国連盟軍の指揮官でありCIAのエージェント。前線で指揮をしていたため少しやつれている。韓国語が堪能。CIAの命を受けて、ソン将軍を失墜させ北朝鮮に民主化を推進し、半島の平和的統一をした後に、朝鮮に親米的民主主義国家を築き上げようとしている。共産主義に対して嫌悪を抱いており、利害をめぐり対立する中国を「時代遅れ」と罵る一方で、ホウ大佐に対しては一定の評価をしている。物語後半では敵対行動が激化していき、中国軍と本格的な戦闘状態に入ることになる。中国軍の補給路を断つために中朝国境を結ぶ唯一の架橋の爆破を命じるなど国際問題にもなりかねない大胆な行動が目立つ。
韓国軍司令部の彼のデスクの後ろには、ガズデン旗、バージニア州旗、東ドイツ国家人民軍旗が貼られており、彼の経歴や信条を表現している。
周鵬（シュウ・ホウ）（Jamaes Hong）
中国軍司令官の中国共産党員。階級は上校（大佐）。冷静沈着で、ゆったりとした口調で話す。英語が堪能。アメリカをはじめとする西側諸国を軽蔑しており、マーセナリーに対しても役に立つが信用できる存在ではないと考えている。
表向きは核ミサイル危機の鎮静化を目的としているが、ソン将軍政権を崩壊させた後、北朝鮮地域の中国への併合を企てている。韓国連盟と利害が対立しているため非友好的状態であり、中国軍が韓国軍によるプロパガンダ村奪還作戦を妨害・阻止する直接的な敵対行動を受けたため、物語後半は韓国軍と交戦状態になる。しかし、バフォードとは敵対関係にあるものの、自らの宿敵に相応しいとしてその実力を認めている。
続編である『マーセナリーズ2』にも登場しており、今作における紛争での功績からベネズエラに進駐する中国軍の将軍に昇任していることから、最終的には韓国連盟との戦いに勝利した可能性がある。
セルゲイ・ボロノフ（Chris Cox）
荒廃した北朝鮮で活動しているロシアン・マフィアのボス。自らを立派なビジネスマンだと思い込んでいるが、フィオナに「自分の器を図るべき」と言わしめるほど言動や態度からは統括者という威厳が見られず、短絡的な言動や誇大妄想癖が多々見られる。
ゲーム後半では自らの右腕であるヨセフによって自身の暗殺が計画されていることに気づき、先手を打って抹殺をたくらむが、逆にプレイヤーの手によって葬られる（プレイヤーの行動次第で生死が分岐する）。お気に入りの映画は『ゴッド・ファーザー』であるが、内容を誤って記憶している。
ヨセフ・ユリノフ（Charles Dennis）
セルゲイの側近。元KGBで、「ロシアの乱暴者」と呼ばれていた。冷静で口数が少ない。セルゲイの我儘かつ困難な要求にも反逆せず応えてきた優秀な人物であったが、物語後半で遂にセルゲイに見切りをつけ、プレイヤーに抹殺を依頼する。しかし、この依頼が彼に悟られてヒットマンを送り込まれるも生還し、セルゲイを抹殺したことでロシアン・マフィアのリーダーに成り代わった。マティス・ニルソンとはコソボ紛争で共に戦った仲である。
チョイ・キム
北朝鮮のかつての最高指導者（総統）で、ソン将軍の父親。韓国側の太陽政策を受け入れ、朝鮮人民軍を解体し、朝鮮半島に平和をもたらそうと考えていた。
表向きは「平和的な半島の統一を目指し、反発する息子のソンに平和式典の最中にクーデターで暗殺された」とされていた。しかし、実際には生け捕りのまま孤島の強制収容所へ連行され、核発射コードを尋問されていた。最終的には拷問に耐えきれず喋ってしまい収容所に放置されていたところを最終任務でマーセナリーによって救助され、国連軍に引き渡される。
本作での登場人物名は通常、名-姓の順で表記されているが、これを適用すると彼と息子ソンの姓が異なる問題が発生することから、キム総統とソン将軍のみ、本来の姓-名で表記されていると考えられる。なお、「チョイ・キム」は英語表記にすると「Choi Kim（최김/崔金）」となるが、「Choi」を日本語で「チョイ」と表記するのは誤りであり、朝鮮語に即した本来の表記は「チェ・キム」である。
エイドリアナ・リビングストン（Moira Quirk）
GSRNの女性リポーター。「DECK OF 52」各エースの捕縛任務を終えたあとのニュースデモには必ず登場し、戦況を報じる。スクープのためなら放射能汚染地域や戦闘地帯などにも訪れる。国連軍の今後の動向を知るためにギャレット大佐に執拗に電話をかけている。
カイル・コワキアン
GSRNの男性リポーター。エンディングのニュースデモの際に声のみ登場し、ソン政権崩壊直後の北朝鮮国内の様子を報告している。なお、彼が報じるニュースデモは3パターンあり、最終任務終了時点で国連軍以外の最も友好度が高い韓国軍、中国軍、ロシアン・マフィアのいずれか（同率の場合はプレイヤーとの友好度が上がった最新の勢力）が北朝鮮を占領したという内容に変化する。

## 登場人物（反乱軍側）
本作では、ソン将軍及びキム総統を除き、登場人物名が名-姓の順という英語圏での方式で表記されており、実際の北朝鮮における姓名の表記とは逆の順となっている。
DECK OF 52
チョイ・ソン将軍
キム総統の息子で、反乱軍の指導者。「DECK OF 52」の最重要指名手配人物（スペードのエース）であり、賞金が最大の1億ドルとなっている。和平を進める父親を売国奴と確信し、南北和平会談の式典でクーデターを起こした。力ですべてを解決できると考えており、北朝鮮を核超大国にしようとしている。拉致した父親を収容所に連行し、核発射コードを聞き出すため拷問していた。物語終盤、ICBMの発射準備が整い、ソウルに発射しようとする。冷酷な独裁者であるが、「愛する祖国が父親の手によって腐敗することに耐えられず、残った核ミサイルで外国勢力を牽制して自国の強大さを世界に知らしめたかった」というクーデターの動機を語るように、彼なりに国の行く末を案じていたようである。
最終任務では発射されたICBMの着弾を阻止できたかどうかでエンディングデモの内容が変化し、成功すると大気圏外で爆発したミサイルの残骸が日本海に落下し、朝鮮半島一帯に拡散した放射性降下物の影響と北朝鮮の紛争の惨状を報道するデモが流れるが、失敗するとソウルにICBMが着弾し、死者10万人を出し市中心に巨大なクレーターが生じたと報道される。なお、任務完遂時に国連軍以外で最も友好度の高い勢力が北朝鮮を掌握したことになり、その様子が報道される。
ドゥン・ファンボ
クラブのエース。「第39師団」をまとめる統率者であり、ソン将軍の右腕とされる人物。スキンヘッド。長らく北朝鮮の外務大臣を務めており、裏で汚職を行っていたためにキム総統の改革により解任されたが、クーデター後にソン将軍の下で再登用される。ソンのために車両や資金の調達を行っている。ピョンヤンにあるソンタワーで活動している。
チン・チャン
ダイヤのエース。極秘に行われている生物化学兵器の試験工場を指揮している人物。非常に用心深く、捕縛も困難。キリンド島の施設で活動している。
チョル・カン
ハートのエース。自らも核技術者であり、ソンが企む核兵器開発計画における影の首謀者とも言われている。クムチャンニの巨大な核施設で活動していたが自分の身の危険を悟り、原子炉を臨界状態にした後部下もろとも水蒸気爆発を起こさせた。
|       | ♣クラブ          | ♦ダイヤ          | ♥ハート          | ♠スペード      |
| ----- | ---------------- | ---------------- | ---------------- | -------------- |
| ACE   | ドゥン・ファンボ | チン・チャン     | チョル・カン     | チョイ・ソン   |
| KING  | イ・チョイ       | ウォン・ジェガル | ベ・トッコ       | カイ・ユン     |
| QUEEN | サン・ハン       | ジョン・ソムン   | ジョン・ナムグン | ヨン・パク     |
| JACK  | ホンド・ソヌ     | ジ・アン         | ジウォン・ハン   | コン・イ       |
| 10    | ヨンギル・キム   | ミョンハン・キム | フン・ホン       | ユンヨン・チョ |
| 9     | チュルハン・チョ | チュホ・キム     | ナムチョル・キム | スホン・パク   |
| 8     | ヨンスク・パク   | キュピョン・パク | ミンス・アン     | シンソク・キム |
| 7     | カンクン・ハ     | ソンクン・ユン   | ムンチョル・イ   | ムンハン・チョ |
| 6     | チョンチュン・イ | ヨンイル・チョン | ヘミン・パク     | ミンソン・ユン |
| 5     | タハン・アン     | ハンチョン・ソ   | チョヨン・チャ   | コン・パク     |
| 4     | ヨム・パク       | ヨンソン・ソ     | チュホ・コ       | ジュウン・アン |
| 3     | スヨン・キム     | ツチン・チョ     | ヒョンサン・チャ | ジンウォン・ソ |
| 2     | ジンホ・ヨン     | チャンソク・パク | チソン・アン     | ペ・キム       |

## 登場武器
カービン（M4カービン）
国連軍と韓国軍が使用している5.56mmカービン。集弾性能が高い反面、弾薬補給が難しい。装弾数は30発。
アサルトライフル（AK-47 / 56式自動歩槍）
反乱軍や中国軍が使用している7.62mmアサルトライフル。中国軍のものは「56式自動歩槍」だが、名称上の区別はない。集弾性能・連射性能は低いが弾薬が手に入りやすい。装弾数30発。
ショットガン（TOZ-194）
至近戦用の散弾銃。ロシアン・マフィアの幹部が装備している。バグにより、プレイヤーの発砲時には音が出ないが、AIが発砲した際には発砲音が出ている。装弾数7発。最大42発。
SMG（85式衝鋒槍）
ロシアン・マフィアや中国軍の将校が使用する短機関銃。装弾数45発（実物は30発）。
サイレンサーSMG（MP5SD6）
韓国軍の第707コマンドーが使用している9mm短機関銃。サプレッサーが付いているほか、集弾性能がカービン並みに優れている。装弾数は30発。
LMG（RPD軽機関銃）
7.62mm軽機関銃。将校などが使用している。アサルトライフルの上位互換的存在。装弾数は100発。
試作ライフル（H$K G36E）
プロトタイプの5.56mmアサルトライフル。一部の韓国軍兵士などが装備している。カービンの上位互換的存在。装弾数100発。
スナイパーライフル（ドラグノフ狙撃銃）
7.62mm狙撃銃。勢力を問わず狙撃手が使用している。装弾数10発。
AAライフル（KSVK）
ボルトアクション式12.7mm対物ライフル。反乱軍のエリート部隊が所持。装弾数は5発で最大所持数は20発。
RPG / Type69（69式ロケットランチャー）
中国軍や反乱軍が使用する対戦車・対人ロケットランチャー。「RPG-7」に見えるが、補助グリップが無いため、デッドコピー品の「69式ロケットランチャー」である。最大所持弾数は4発。
AAランチャー（FIM-92 スティンガー）
国連軍・韓国軍・中国軍が使用している携帯型対空ミサイルランチャー。最大所持弾数3発。
ATランチャー（SMAW ロケットランチャー）
国連軍・韓国軍・中国軍が使用している携帯型対戦車ロケットランチャー。最大所持弾数3発。
NKAS（North Korea Air Strike）
特定の条件を満たすと使える携帯式ミサイルランチャー。攻撃有効範囲が広く、一発の威力が戦略ミサイル並みに高い。装弾数999発。
NKPA（North Korea Pocket Artilley）
NKAS同様、特殊条件を満たすと使用できる拳銃型グレネードランチャー。装弾数100発。
NKSS（North Korea Street Sweeper）
特定条件を達成すると使用可能な隠し武器。M134 ミニガン並みの威力と連射速度を持つ。外見はSMGと同じである。装弾3,000発。最大6,000発。
フラググレネード（M67破片手榴弾）
プレイヤーが最初から所持している手榴弾。M67はリンゴの形をしているが、ゲーム中での外見はなぜかM26手榴弾となっている。ただし、個数を示すアイコンはリンゴ型である。最大所持数は6個。
スタングレネード
反乱軍の弾薬箱などから入手でき、各勢力の兵士が使用している。使用方法は上記の手榴弾と同様。投擲すると半径5メートル以内の敵を撹乱することができるが、近距離で使用するとプレイヤーも攪乱状態となる。攪乱状態は攻撃を受けるか、数秒経過することで解除される。
マシンガン（M60機関銃）
各勢力が指揮所および陣地の防衛のために設置している固定機関銃。土嚢とセットで置かれているため持ち運びは不可。また、再装填はできないが装弾数は500発。
グレネードマシンガン（Mk19 自動擲弾銃）
上記と同様な特性を持つ固定擲弾銃。40x53mmグレネードを高速で射出できる。装弾数は50発。ただし、特定の場所にしか設置されていない。
無反動砲
韓国軍と中国軍が使用している固定式対戦車砲。南部地域では設置されている地点が多いが、北部地域ではロシアン・マフィアが少数のみ使用している。装弾数40発。
C4
プラスチック爆薬。安価でありながら高威力であり、建造物でさえ一撃で破壊できる。設置はプレイヤーの足元に設置するので、地面以外にもジャンプなどで乗れば車両にも設置できる。蹴ると一度は留まるが、二度目以降は吹き飛んで行ってしまう。

## 登場車両・航空機

### 国連軍

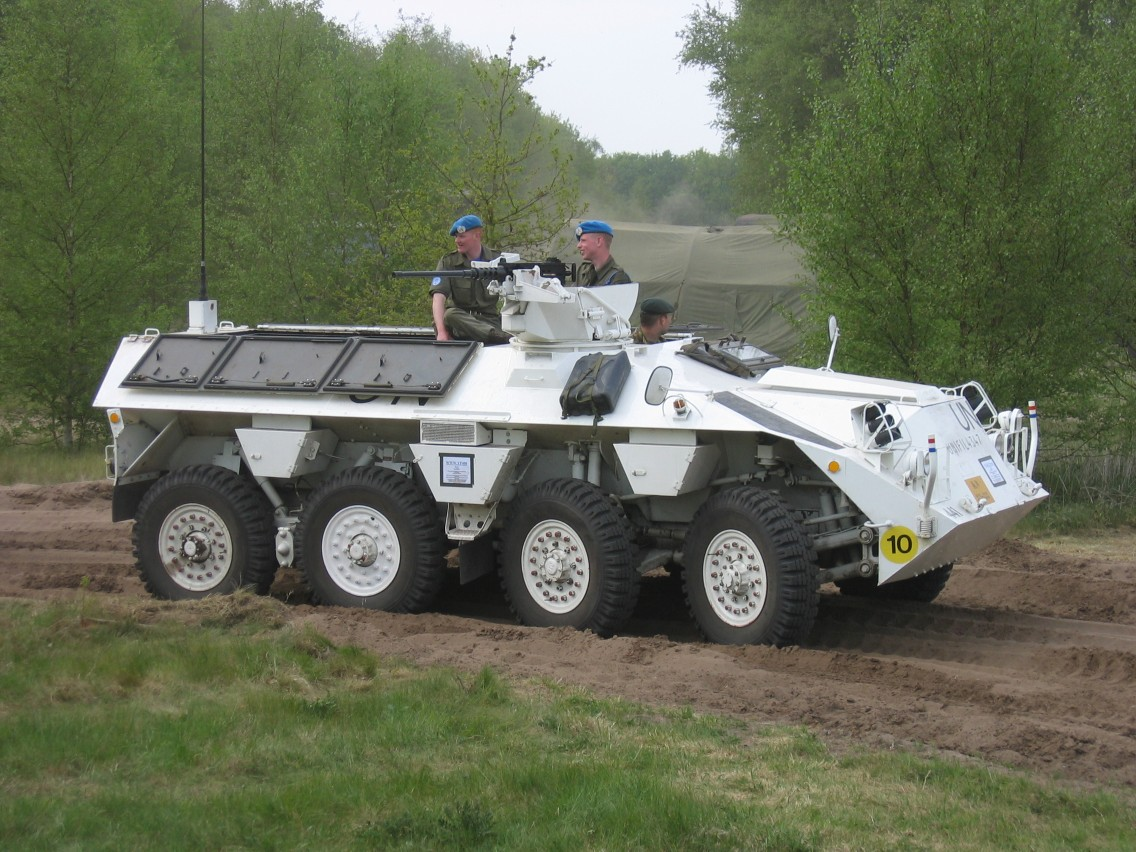
実際の国連軍車両における白い塗装

国連軍の車両でカモフラージュすると、反乱軍以外のどの勢力からも攻撃を受けない。実際の国際連合軍は、車両に白い塗装を施すが、作中の国家連盟軍では迷彩塗装が施してある。
M1025 SCOUT
国連軍が使用するパトロール車両。M2 12.7mm重機関銃を搭載している。
M1126 APC
国連軍の装甲兵員輸送車。M151 プロテクター RWSを搭載しており、6名を輸送可能。
M1027
国連軍の対空車両。アベンジャーシステムを搭載している。
国連軍トラック
国連軍の輸送トラック。ロシアン・マフィアのミッション「裏切り」にのみ登場。
M1 TANK
ロシアン・マフィアの任務と最終任務でのみ使用可能。主砲の威力は建造物を一発で破壊できるほど。砲塔上の車長用潜望鏡の銃架には、M2重機関銃が据え付けられている。
M3 APC
一部任務で使用可能な歩兵戦闘車。M242 25mm チェーンガンとTOW対戦車ミサイルランチャーを搭載している。なお、実際のM3は装甲兵員輸送車（APC）ではなく、騎兵戦闘車（CFV）である。
YAH-56
国連軍の攻撃ヘリ。M230 30mm チェーンガンと57mm ロケット弾ポッド、ヘルファイア空対地ミサイル、スティンガー空対空ミサイルを搭載している。
UH-60
国連軍の汎用ヘリ。両サイドにM134 7.62mm ミニガンを搭載している。
CH-47
国連軍の車両輸送用大型ヘリ。M134を2門搭載している。国連軍による支援の際のみ飛来するが、プレイヤーは搭乗できない。
A-10
国連空軍の対地攻撃機。「タンクバスター」などを実行する。搭乗不可。
F-15E
国連空軍の戦闘爆撃機。「バンカーバスター」などを実行する。搭乗不可。
F-22
国連空軍の戦闘機。北朝鮮全土の制空権を確保しているため、常に編隊を組んで飛行している。「制空権確保」を要請すると飛来して敵のヘリを撃墜してくれる。搭乗不可。
F-117
「ステルスファイター・アタック」実行時に飛来するステルス攻撃機。搭乗不可。
AC-130
「ガンシップサポート」を要請すると飛来するガンシップ。搭乗不可。
B-52
「カーペット・ボム」を要請すると飛来する戦略爆撃機。搭乗不可。
C-17
ゲーム開始直後のみ登場する。主人公がこの機体からDMZへハンヴィーに乗り、降り立つ。

### 韓国軍
韓国軍の車両でカモフラージュすると、反乱軍と中国軍以外の勢力から攻撃されなくなる。実際の韓国軍の命名基準に従って、兵器名の頭に「K」がついている。車両は全て紺色の迷彩塗装である。
K1025 SCOUT
国連軍のM1025とは迷彩が異なる韓国軍のパトロール車両。
K966 SCOUT
K1025にTOW対戦車ミサイルランチャーを搭載した韓国軍の車両。
韓国軍トラック
韓国軍の物資輸送トラック。
K200 APC
韓国軍が使用する歩兵戦闘車。RWS化された20mm機関砲を搭載している。
KIFV
韓国軍の新型電波妨害車両。K200と同型だが武装は無い。新型のためか、ロシアン・マフィアに強奪されたり、反乱軍に鹵獲されていたりする。
LHX
韓国軍の主力軽攻撃ヘリ。M2 12.7mm重機関銃とヘルファイア空対地ミサイル、スティンガー空対空ミサイルが搭載されている。
K-60
UH-60の韓国軍仕様の汎用ヘリ。両サイドにM134 7.62mm ミニガンを搭載している。
K-53
韓国軍の重量物輸送ヘリ。機体の左側面前部と右側面後部にM134を搭載している。搭乗不可。

### 中国軍
中国軍の車両でカモフラージュすると、反乱軍と韓国軍以外から攻撃されなくなる。中国軍の車両は冬季迷彩と思しき灰色の迷彩塗装がなされている。
BJ2020 SCOUT
中国軍の偵察車両。PKM 7.62mm機関銃を搭載しており、乗員は3名。
TYPE 89
TOW対戦車ミサイルランチャーを搭載した中国軍の歩兵戦闘車。
TYPE 95
名称は95式自走対空機関砲を意味する「TYPE 95」だが、実際のモデルはソ連によって設計された2K22ツングースカ。9M311地対空ミサイルランチャーと2A38 30mm機関砲を搭載。
中国軍給油車
文字通り給油車両。空港などにあることが多い。荷台に搭載されている黄色い燃料タンクは衝撃を与えると爆発する。
中国軍トラック
給油車のベース車両。
TYPE 80
中国軍の戦車。砲塔にケージ装甲を装着している。武装として83式105mm ライフル砲とM2 12.7mm重機関銃を搭載している。主砲の威力はあまり高くない。
TYPE 96
中国軍の主力戦車。2A46 125mm滑腔砲とM2重機関銃を搭載。
Mi-17
中国軍の大型輸送ヘリ。非武装だが、6名を輸送可能。
WZ-9
中国軍の輸送攻撃ヘリ。57mm ロケット弾ポッドを4基搭載。平壌空港に駐機されている。
S70
UH-60 ブラックホークの民間仕様機。登場回数は少ない。両サイドにM134 7.62mm ミニガンが搭載されている。
M1955
中国軍や反乱軍が使用しているソ連製76.2mm対戦車砲。

### 反乱軍
反乱軍の車両でカモフラージュすると反乱軍以外の勢力から攻撃されるようになるが、反乱軍基地などに潜入する際は重要となる。車両は迷彩塗装されておらず、単色である。
SUNGRI SCOUT
反乱軍の偵察車。PKM 7.62mm機関銃を搭載している。
BMP APC
ソ連製の歩兵戦闘車。2A28 グロム 73mm滑腔砲を搭載。
BRDM SCOUT
KPV 14.5mm重機関銃を搭載した反乱軍の軽装甲偵察車。
BTR
DShK 12.7mm重機関銃を搭載した装甲兵員輸送車。
T-54
反乱軍の主力戦車だが、耐久力は低い。主に南部地域で登場。武装はD-10T 100mm ライフル砲とDShK重機関銃。
T-62
反乱軍の主力戦車。北部地域で登場。武装はU-5TS 115mm滑腔砲とPKT 7.62mm機関銃。
ZSU-57
S-68 57mm機関砲を搭載した自走式対空砲。
反乱軍トラック / 北朝鮮トラック
反乱軍の物資輸送トラック。北朝鮮の代表的トラックの勝利がモデル。「反乱軍トラック」は幌が付いており、「北朝鮮トラック」にはついていない。
FROG-7 搭載トラック
戦略ミサイルを積んだトラックだが、発射は不可能。
SA-8
反乱軍の対空車両。地対空ミサイルを搭載しており、山腹や山頂にあることが多い。
コントロールビークル
反乱軍の電波妨害車両。マップのいたるところで発見できる。
MD 500
反乱軍の偵察ヘリ。M134 7.62mm ミニガンと空対地ミサイルを搭載。
Mi-2
反乱軍の小型輸送ヘリ。S-5 57mm ロケット弾ポッドを搭載している。
Mi-17
大型輸送ヘリ。中国軍のものと同型。
Mi-35
反乱軍が使用する重攻撃ヘリ。M134と57mm ロケット弾ポッド、空対地ミサイルを搭載。
M1978
反乱軍の自走カノン砲。国境ゲートや高台にあることが多い。
M1955
中国軍や反乱軍が使用しているソ連製76.2mm対戦車砲。

### ロシアン・マフィア
ロシアン・マフィアの車両でカモフラージュすると、反乱軍以外の勢力から攻撃されなくなる。車両の色は黒でほぼ統一されている。
マフィア仕様テクニカルMG
M2 12.7mm重機関銃を搭載しているタイプ。
マフィア仕様テクニカルAT
TOW対戦車ミサイルランチャーを搭載しているタイプ。
マフィア仕様テクニカルGL
40mmグレネードランチャーを搭載しているタイプ（40mm機関砲とショップの説明にあるが、実際は40mmグレネードランチャー）。荷台に味方を乗せる場合、グレネードランチャーを出鱈目に乱射するため、建物の破壊や味方同士での誤射に注意が必要。
マフィア仕様SUV
ロシアン・マフィアによって改良された車両。M60 7.62mm機関銃を搭載。
VIPセダン
ヨセフの愛車である、ソ連製の自動車。非武装だが、高級感あふれる車両。
MD-530D
ロシアン・マフィアの小型偵察ヘリ。M2 12.7mm重機関銃ポッドと57mm ロケット弾ポッドを搭載している。
Ka-50
ロシアン・マフィアが使用する攻撃ヘリ。2A42 30mm機関砲と57mm ロケット弾ポッド、空対地ミサイルを搭載している。
Mi-26
ロシアン・マフィアが車両の輸送に使用している大型輸送ヘリ。ショップで車両を注文した時に飛来するが、プレイヤーは搭乗不可。

### 民間車両
非戦闘員が乗車している車両。すべての勢力から攻撃されなくなる。
JAJU
北朝鮮製の4ドアセダン。
LADA
ソ連製の4ドアセダン。
SMC 2100
民間のトラック。荷台にはなにも搭載していない。
SMC 2200
民間の食糧輸送トラック。
SMC 2300
SMC 2100の荷台が箱型のトラック。
バス
北朝鮮の市街地を運行する民間交通機関。
バケッジカー
白い小型トラック。本来は牽引車両だが牽引はできない。
GSRN中継車
ジャーナリストが乗る車両。時折、GSRNのラジオ放送が聞こえてくる。プレイヤーの行動によって報道内容が変化する。
救急車
M1025 SCOUTの救急車型。乗ると体力が回復する。
Hummer H3
赤いオフロード車。
テベック
迷彩塗装が施されたオフロードカー。クソンMASH敷地内に放置されている。
スポーツカー
赤いスポーツカー。ショップで購入可能。セルゲイが愛用している。

## 支援砲撃・爆撃
支援は、PDAのSHOPで要請可能。レーザー、スモーク、サテライトターゲッティングがある。
ロシアン・マフィアとの友好度で金額は上下してくる。ロシアン・マフィアと敵対しているときは使えないため、ロシアン・マフィアとはある程度友好度を保つ必要性がある。
ガンシップサポート（レーザー）
レーザーで照射した地点にAC-130から105mm砲による航空支援を受けられる。
砲撃（スモーク）
中国軍砲兵隊による砲撃。砲撃の継続時間の長い順にI、II、IIIの3つがある。
制空権確保（サテライト）
国連空軍が指定区域内の敵のヘリなどを撃墜して制空権を確保してくれる。
タンクバスター（サテライト）
サテライトで設定した周辺の戦車や装甲車を破壊してくれる。
クルーズミサイル（サテライト）
命中精度が高く、破壊力も申し分ない巡航ミサイルを発射してくれる。巨大砲台などの破壊に適している。
ステルスファイター（レーザー）
レーザーを当てた位置に上空からスマートボムを投下する。
ピンポイントボム（レーザー）
レーザーを照射した場所にピンポイントボムを投下する。
戦略ミサイル（サテライト）
サテライトで決定した場所にミサイルを発射し、広範囲を破壊する。
バンカーバスター（レーザー）
バンカーの破壊に有効。凄まじい衝撃とともに、バンカーを破壊する。
クラスターボム（サテライト）
広範囲に拡散する小型爆弾を投下する。
カーペットボム（サテライト）
ターゲット周辺に対して、12t爆弾を使用した絨毯爆撃を行う。
FAEB（サテライト）
サテライトで設定した座標に燃料気化爆弾を投下する。

## 地名
作中では架空の地名だけでなく、実在の地名が多々登場している。地名はカタカナで表記されており、カッコ内はモデルと思われる実在の地名の漢字表記を記載する。北米版から日本版へのローカライズ時に生じたと思われる表記揺れが多数存在しているほか、本来の朝鮮語読みではなく、すべて韓国語読みとなっている。

### 南部地域

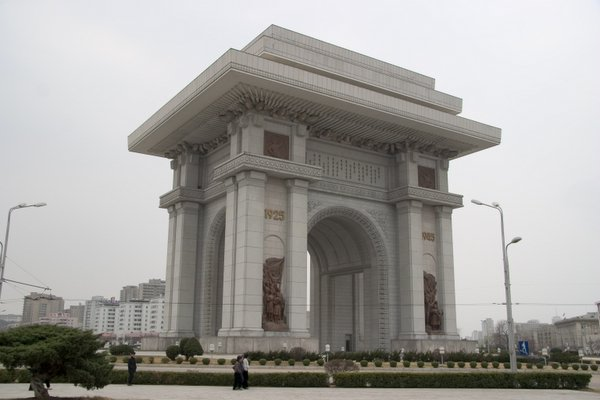
作中の北ピョンヤン中央にある平壌凱旋門

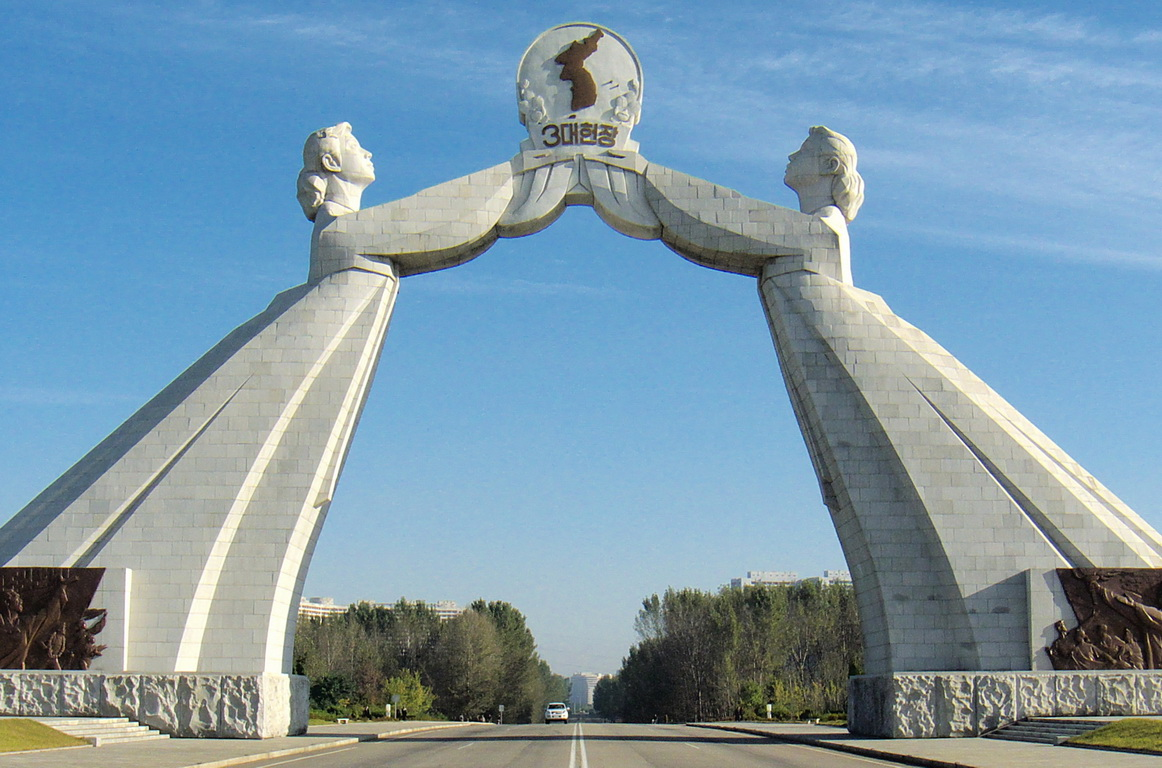
作中の東ピョンヤンにある祖国統一三大憲章記念塔

北朝鮮中西部から中南部にある黄海北道、黄海南道、平安南道がモデルとなっている地域。ゲームの仕様上、各都市間の位置関係や距、地形は大幅に改変されている。
ピョンヤン市内（平壌）
北朝鮮の首都中心部。「ピョンヤン市内」の名を冠するこのエリアは大同江の中州にある島（羊角島）であり、反乱軍がパトロールしている。北側には、羊角島国際ホテルとおぼしき建物があり、南側には巨大な病院がある。ピョンヤンの中心地という扱いになっている。
なお、実際の平壌は羊角島の北側と東側に都市が広がっており、若干地形は異なるが、北ピョンヤンや東ピョンヤンの存在など地理感は忠実に再現されている。
北ピョンヤン

前述のピョンヤン市内と大同江を挟んで北にある都市。住宅やビルも非常に多く、市の西には、凱旋門が立ち、都市の北半分は氷上館（アイススケート場）になっている。さらに北側にある丘陵地には建設中の公園や楼閣がある。
東ピョンヤン

ピョンヤンの東にある都市。市の北東側（北ピョンヤン側）には、半島統一を記念した巨大なモニュメントの門（祖国統一三大憲章記念塔）がある。ロシアン・マフィアの本部があるため、実質、ロシアン・マフィアの支配下にある。市街地はほとんどが廃墟であり、至る所にスラムと闇市が形成されている。
サリウォン（沙里院）
韓国軍が占領している南部地域の中でも比較的小規模の街。南部には鉄道駅があり、動くことはないが反乱軍の装甲列車が停車している。集団住宅地が多く、道路を走る車両は韓国軍のものより民間車両が多い。
カイソン（開城）
南部地域のほぼ中央に位置する都市。都市全体が韓国軍の基地化されており、司令部もここにある。西側には中低層の建物が立ち並ぶ市街地もあるが市民の姿はほとんどなく、警備する韓国兵ばかり散見される。反乱軍による奇襲攻撃を受けたことがあり、バリケードがいたる場所に設置されている。
実在する「開城」の読みは「ケソン（Kaesong）」である。
非武装地帯（板門店）
38度線に存在する非武装地帯（DMZ,Demilitarized Zone）。南部地域の南東部に位置し、プレイヤーが最初に到達する拠点。砲撃で半壊した北朝鮮側の板門閣は国連軍司令部として利用され、国連軍が駐留している。38度線より南側（韓国側）の平和の家や本会議場は砲撃でゲーム開始時にはほぼ全壊している。西側には沙川江が存在。
ヘジュ（海州）
ピョンヤン空港の南に存在する都市。西側は主に工場や製油所があり、東側は市街地となっている。序盤ではロシアン・マフィアの活動拠点であったが、中国軍が排除したことにより支配者が入れ替わることになる。
イチョン（伊川）
東ピョンヤンの南に位置する地域。長大な滑走路を有する反乱軍のイチョン飛行場とミサイル発射施設がある。管制塔や掩体壕など、航空基地としての設備は十分に整っており、ヘリなどが駐機されている。バフォードがマーセナリーにミサイルサイロの破壊と飛行場の強襲を命じ、反乱軍が駆逐された後は韓国軍が拠点として利用している。
ナンポー（南浦）
南部地域の南西部に位置する黄海に面した港湾都市。市の南にある海岸に中国軍の強襲揚陸艦が上陸している。大規模な工業港を有するナンポーは朝鮮人民軍海軍の拠点であったほか、クラブのクイーンであるサン・ハンが物資密輸の拠点としていた。この地域を奪取したい中国と反乱軍とで膠着状態となっていたが、マーセナリーが市の制圧に成功すると、以後中国軍が反乱軍の軍事施設を接収してそのまま駐屯するようになる。
プロパガンダ村
北朝鮮の繁栄を韓国側に誇示するために、ビルなどの張りぼてが並ぶ無人の村。建物はすべて南（韓国側）を向いており、裏側は骨組みだけになっている。中国軍が占領していたが、韓国軍が奇襲し奪取したため、以後両軍の関係が悪化した。

### 北部地域

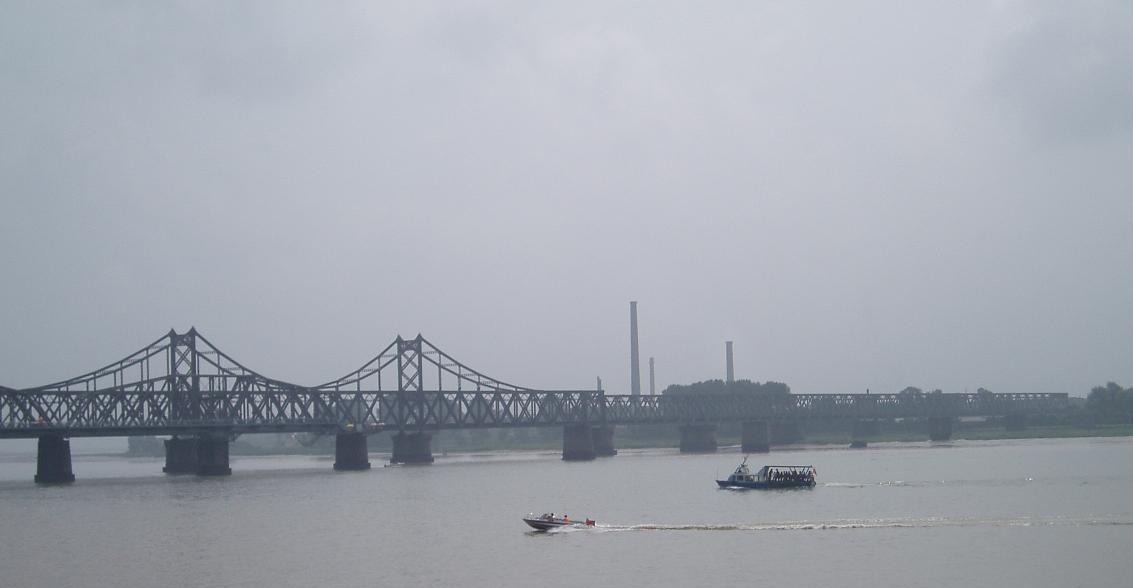
タントンとシンジュを結ぶ中朝友誼橋

北朝鮮の北東部・平安北道一帯をモチーフにしたマップ。北東には中国本土と接している。マップの北半分は寒冷な気候であり積雪が見られる。
クソン（亀城）
商店やビルが多く立ち並ぶ北部地域でも比較的大きな都市。国連軍指揮所とMASH（野戦病院）が近いこともあり、国連軍が巡回しているため、他の都市と比べると安全である。
テチョン（泰川）
北部地域の沿岸に位置する。北にはテチョン原子炉があり、南には各勢力の戦闘が激化している西テチョン戦闘区域がある。
チョンジュ（定州）
北マップの南端にある韓国軍の支配下にある都市。大規模な港湾施設があり、貨物船などが停泊している。韓国軍に統治されているとは言え、民間車、市民などの往来が非常に多い。軍事施設は前述の韓国軍基地以外はなく、商店や高層ビルなどが立ち並んでいる。街の北には、チョンジュファームなる田園地帯と韓国軍所有のチョンジュ飛行場がある。
ヨンビョン（寧辺）
ロシアン・マフィアの本拠地がある市街地。街のほとんどが瓦礫の山となっており荒廃している。南西にはヨンビョン原子炉や核燃料再処理場がある。東にはヨンビョン駅がある。実際の寧辺は北朝鮮核開発の中心地である。
現地での「寧辺」の読みは「ニョンビョン（Nyongbyon）」であり、ゲーム中の表記は韓国読みの「ヨンビョン（Yeongbyeon）」である。
タントン（丹東）

北部地域の北東端に存在する地域。シンジュと鴨緑江を隔てた対岸にあり、ゲーム中で唯一北朝鮮領ではなく中国に属する。中国軍司令部があり、北側には民家や兵舎らしきものもある。また、国境には大規模な鉄橋（中朝友誼橋）が架かっており、中国軍の進軍・物資補給の要となっているが、プレイヤー次第で爆破することになる。
シンジュ（新義州）
北マップ最北の市街地。北部地域の拠点の中でも高層建造物は最も多く、市の北には公園がある。タントン同様積雪が見られる。地形的に鴨緑江を挟んでタントンと対峙しており、中国軍を牽制する上での韓国軍の重要拠点のため、司令センターなどが存在するほか、多くの韓国兵が駐屯している。市入口には何故か李舜臣と思しき像が存在する（実際に李舜臣の像があるのは韓国国内のみ）。シンジュの南西沿岸には、シンジュ港も存在する。タントンと隣接しているため、近接するシンジュの田園地帯では韓国軍と中国軍の戦闘が繰り広げられており、市内に中国兵が侵入していることもある。
実在する「新義州」のは朝鮮語では「シニジュ（Sinuiju）」である。

### ミッション限定地域
Deck of 52の捕縛ミッション時にのみ訪れることができる特殊なマップ。通常のオープンワールドとは異なり、行動エリアの限られた隔絶された地域となっている。ミッション終了後の再訪は不可能。
ピョンヤンの孤島
クラブのエースであるドゥン・ファンボ捕縛ミッションで訪れることになる湖ないし海に囲まれた島。設定上はピョンヤン市内であるがPDAのマップでは孤島のようになっている。近代的な高層ビル群が立ち並び、中心部にはファンポの隠れている形が特徴的なソンタワーがある。
キリンド島
チン・チャンが活動していた日本海または黄海上に存在する孤島。島内には多数の兵舎や研究施設があり、島の中心にある山の頂には、数百キロ先まで放射性物質を投射可能な「07式巨大砲台試験型」が設置されている。兵器関連施設が多いためか、放射能汚染地帯が多い。至るところに国連軍機や民間航空機の墜落機体がある。
ゲーム中では「キリンド島（Kirin-do island）」と表記されているが、朝鮮語で「ド」は「島」を意味するため、厳密には「キリン島」が正しい。
クムチャンニ（金倉里）
クムチャンニ原子炉がある北部地域沖合の島。チョル・カンの下厳戒態勢が敷かれており、巡回するのは反乱軍のエリート部隊がほとんどである。最終的にカンの最後の抵抗により原子炉は炉心融解を起こしたため消滅した。
実際のクムチャンニは平安北道の内陸部にあるが、過去に秘匿された地下核施設の存在が疑われていた。
ミサイル基地のある孤島
最終任務・ソン将軍の捕縛ミッションで訪れる島。終盤に至り、反乱軍勢力が急激に劣勢化したためソン将軍の最後の砦となった。至る所に兵舎やバンカーが見られるほか、T-62をはじめとする機甲戦力とエリート部隊などによって強固に守られている。島の中心にあるミサイル基地には国連軍が捜索していたICBMが配備されている。

## 施設

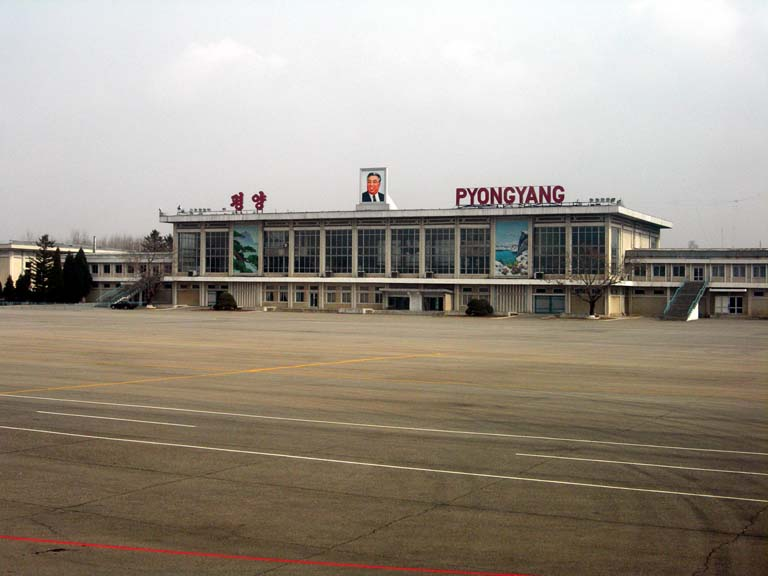
平壌国際空港。作中では金日成の肖像がチョイ・ソンになっている

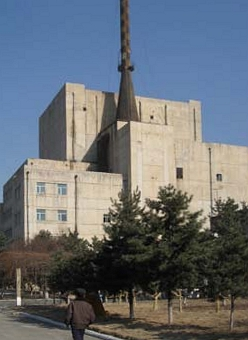
寧辺の原子炉

ブラックゲート（フクデムン）
南部地域の山岳地帯の谷間を塞ぐように設置されている検問所。要塞化された門の周囲には反乱軍の兵舎や車両基地などが多く、門の後方には07式巨大砲台が存在する。
国連軍MASH（Mobil Army Surgical Hospital）
国連軍の野戦病院。プレイヤーが死亡した場合かスタートメニューで選択した際に搬送される。南北地域のどちらにもある。
ピョンヤン空港

南部地域の中国軍基地がある空港。既に空港としては機能していない。滑走路上には、高麗航空機とおぼしき航空機やジェット機が駐機されている。なお、実在の平壌国際空港屋上にある金日成の肖像はソン将軍のものに置き換わっている。
反乱軍砲撃基地
M1978など高射砲が多数配備されている反乱軍基地。ダイヤのキングであるウォン・ジェガルが指揮を執っていた。南部地域の山岳に位置。
反乱軍基地
南部地域にある反乱軍軍事施設。兵舎や倉庫が並び、中央には強固な巨大掩体壕がある。北マップにも同じ名称の基地があり、そちらにはテントが多数設営されている。
こども記念館（反乱軍砲撃指揮所）
ピョンヤン空港の南の高台にある施設。無害な「こども記念館」にカモフラージュされているが、実際は砲撃指揮のための通信施設であった。その情報をキャッチした中国軍に攻撃された。占領後は北朝鮮の国旗は外され、中国の国旗が掲げられている。
化学プラント
北部地域最北にある巨大研究施設。南側には倉庫や兵舎が多数あるが、北側には化学兵器工場らしき建造物も存在する。核開発のために長い間放置されてきた（ただし、反乱軍の偵察車がパトロールしている）ため放射能汚染はされていないが、至る所が老朽化している。ハートのK、ベ・トッコが統括していた。
廃墟
北部地域にある中国軍が駐屯している地帯。難民収容区域であるが、中国政府が難民の殺到を恐れて封鎖し、立ち入り禁止区域に指定された。収容施設のような建造物が多く見られるが破壊されたものが大多数。警備が厳重で、中国兵が多く巡回している。
反乱軍前哨基地
北部地域の中部にある基地。かつては反乱軍が使用し、のちに韓国軍が占拠し通信センターとして利用していたが、その後不要となったためにゲーム終盤では無人になっている。
反乱軍駐屯地
北部地域の南東部に位置する地域。上空から見ると舗装されていない道が蟻の巣のような形状に見える。野営テントが多数あり、最西部にはウラン鉱脈がある。セルゲイがこれに目をつけ、プレイヤーに占領を依頼するが、この後すぐにこの依頼に反対していたヨセフがリーダーとなったためか、その後放棄され、反乱軍が再び駐屯することとなった。
核燃料再処理施設（寧辺核施設）
ヨンビョンの南にある反乱軍の施設。施設周辺には常に雨が降り注いでいる。
ヨンビョン原子炉（SOM原子炉、SOMW原子炉）

核燃料再処理施設の南にある核関連施設。北側にある施設はSOM原子炉、南側がSOMW原子炉である。国連軍査察団が度々調査に訪れている。酸性雨の影響により周辺には枯れた森が広がる。
テチョン原子炉
西テチョン戦闘区域の北にある原子炉。核開発計画の一環で稼働を開始した。後に中国軍が稼働停止および、周辺の反乱軍掃討を目的に「第10戦車大隊」を派遣する。しかし、作戦終了以後も反乱軍がパトロールしている。
シンジュ港
シンジュファームの北にある貨物港。規模が大きく、倉庫なども多い。
ヨンビョン駅
ヨンビョンの東にある駅。ロシアン・マフィアが占領しており、襲撃されたことがニュースデモで報じられた、ロシアン・マフィアに強奪された兵器搭載列車がある。
シャンソン駅
北部地域の北部、化学プラントの西に位置する駅。中国軍が駐留しており、反乱軍に包囲されているが特に戦闘は起こっていない。
商業地区
北部地域にある場所。多方面から流通した物資が集められ、濫立する倉庫に貯蔵されている。周辺地域はロシアン・マフィアの管理下にあるため、商業地区もロシアン・マフィアが警備している。
集落
南北部地域に数ヶ所ある地区。ほとんどが農村であるが、廃れている。民間人がいないため無人に見えるが、煙突から煙が出ていることから定住者がいることがわかる。
北部地域にある「集落」は北米版では「Unsan Village（雲山村）」と地名が付いている。
寺院
北部地域の集落付近にある寺社。北朝鮮の文化財であるために国宝が隠されていることが多い。また、破壊しても友好度には何ら影響はなく、罰金も取られない。
畑地
南北地域にある田園地帯。大部分が耕作放棄され、各勢力（主に反乱軍と国連軍）の戦場となっている。